# Valby (Oregon)
Valby az Amerikai Egyesült Államok északnyugati részén, Oregon állam Morrow megyéjében, az Oregon Route 206 mentén elhelyezkedő önkormányzat nélküli település.
A svéd bevándorlók által alapított evangélikus gyülekezet temploma 1897-ben épült. A The Oregonian 1983-as cikke szerint a gyülekezet 35 tagja többségében az alapítók leszármazottja. Az istentiszteleteket egy heppneri plébános tartotta.

## Fordítás
- Ez a szócikk részben vagy egészben  a   Valby, Oregon című angol Wikipédia-szócikk ezen változatának fordításán alapul.  Az eredeti cikk szerkesztőit annak laptörténete sorolja fel. Ez a jelzés csupán a megfogalmazás eredetét és a szerzői jogokat jelzi, nem szolgál a cikkben szereplő információk forrásmegjelöléseként.